# Mistrzostwa Polski w Biegach Narciarskich 2021
Mistrzostwa Polski w Biegach Narciarskich 2021 – zawody w biegach narciarskich rozegrane w dniach 22–24 stycznia oraz 20–21 marca 2021 roku w Zakopanem. Organizatorem mistrzostw był Polski Związek Narciarski (PZN).
W pierwszej części mistrzostw nie wzięły udziału zawodniczki z kadry narodowej, które startowały w tym czasie w zawodach Pucharu Świata w Lahti.
Zawody rozegrane w dniach 20–21 marca były jednocześnie zawodami Pucharu Kontynentalnego Slavic Cup. W zawodach startowali także przedstawiciele Czech, Słowacji i Węgier.

## Terminarz i medaliści
| Data             | Miejscowość | Konkurencja                       | Złoto                                                    | Srebro                                                | Brąz                                              | Źródło |
| ---------------- | ----------- | --------------------------------- | -------------------------------------------------------- | ----------------------------------------------------- | ------------------------------------------------- | ------ |
| 22 stycznia 2021 | Zakopane    | sprint drużynowy (klas.) kobiet   | Sokół Szczyrk I Weronika Mikołjaczyk Magdalena Kobielusz | MULKS Tomaszów Mazowiecki Karolina Kuć Anna Berezecka | Sokół Szczyrk II Aleksandra Mikołajczyk Lena Kliś | [ 3 ]  |
| 22 stycznia 2021 | Zakopane    | sprint drużynowy (klas.) mężczyzn | AZS-AWF Katowice I Dominik Bury Kamil Bury               | Regle Kościelisko Robert Bugara Sebastian Bryja       | Trójwieś Beskidzka Łukasz Gazurek Mateusz Haratyk | [ 4 ]  |
| 23 stycznia 2021 | Zakopane    | 5 km stylem dowolnym kobiet       | Eliza Rucka                                              | Hanna Popko                                           | Magdalena Kobielusz                               | [ 5 ]  |
| 23 stycznia 2021 | Zakopane    | 10 km stylem dowolnym mężczyzn    | Dominik Bury                                             | Kamil Bury                                            | Kacper Antolec                                    | [ 6 ]  |
| 24 stycznia 2021 | Zakopane    | 10 km stylem klasycznym kobiet    | Magdalena Kobielusz                                      | Zuzanna Fujak                                         | Andżelika Szyszka                                 | [ 7 ]  |
| 24 stycznia 2021 | Zakopane    | 15 km stylem klasycznym mężczyzn  | Dominik Bury                                             | Kamil Bury                                            | Mateusz Haratyk                                   | [ 8 ]  |
| 20 marca 2021    | Zakopane    | sprint stylem klasycznym kobiet   | Monika Skinder                                           | Izabela Marcisz                                       | Magdalena Kobielusz                               | [ 9 ]  |
| 20 marca 2021    | Zakopane    | sprint stylem klasycznym mężczyzn | Maciej Staręga                                           | Piotr Sobiczewski                                     | Michał Skowron                                    | [ 10 ] |
| 21 marca 2021    | Zakopane    | 15 km stylem dowolnym kobiet      | Monika Skinder                                           | Izabela Marcisz                                       | Karolina Kaleta                                   | [ 11 ] |
| 21 marca 2021    | Zakopane    | 30 km stylem dowolnym mężczyzn    | Dominik Bury                                             | Mateusz Haratyk                                       | Kacper Antolec                                    | [ 12 ] |